# The Scotsman
The Scotsman es un periódico escocés editado en Edimburgo desde 1817. Su circulación diaria en julio de 2010 es de 45.352 ejemplares y desde el año 2004 se publica en formato tabloide.

## Historia
El diario fue fundado en 1817 por el abogado William Ritchie y el editor Charles Maclaren como respuesta al desvergonzado servilismo del resto de periódicos locales hacia el establecimiento de Edimburgo. The Scotsman se comprometió a ser un diario “imparcial, firme e independiente”. Tras la abolición del impuesto del timbre (impuesto que gravaba cualquier documento escrito) en 1850, el periódico se relanzó con un precio de 1 penique, alcanzando una tirada de 6000 ejemplares diarios.
En 1953 el diario fue comprado por el millonario canadiense Roy Thomson, que llegó a formar un gran imperio mediático. En 1995 el diario fue de nuevo comprado por los multimillonarios David y Frederick Barclay por la cantidad de 86 millones de libras esterlinas, trasladando sus instalaciones de la tradicional calle North Bridge en Edimburgo, a unas nuevas instalaciones en la carretera de Holyrood, cerca de donde con posterioridad se construyó el edificio del Parlamento escocés.
En diciembre de 2005, The Stotsman fue adquirido por la cantidad de 160 millones de libras esterlinas, por sus actuales propietarios, Johnson Press, empresa fundada en Escocia y actualmente uno de los tres mayores editores de periódicos locales en el Reino Unido.

## Editores[2]
- 1817: William Ritchie
- 1817: Charles Maclaren
- 1818: John Ramsay McCulloch
- 1843: John Hill Burton
- 1846: Alexander Russel
- 1876: Robert Wallace
- 1880: Charles Alfred Cooper
- 1905: John Pettigrew Croal
- 1924: George A. Waters
- 1944: James Murray Watson
- 1955: John Buchanan (acting)
- 1956: Alastair Dunnett
- 1972: Eric MacKay
- 1985: Chris Baur
- 1988: Magnus Linklater
- 1994: Andrew Jaspan
- 1995: James Seaton
- 1997: Martin Clarke
- 1998: Alan Ruddock
- 2000: Tim Luckhurst
- 2000: Rebecca Hardy
- 2001: Iain Martin
- 2004: John McGurk
- 2006: Mike Gilson
- 2009: John McLellan